# Museo de Historia Natural y Arqueología de Guzelyurt
El Museo de Historia Natural y Arqueología de Guzelyurt (en turco, Güzelyurt Arkeoloji ve Doğa Müzesi) es un museo situado en la ciudad  de Guzelyurt, en la República Turca del Norte de Chipre, que expone objetos de historia natural y arqueología procedentes del área del distrito homónimo. Se encuentra situado en un edificio ubicado junto al monasterio de San Mamés. El museo fue inaugurado en 1979. 

## Colecciones

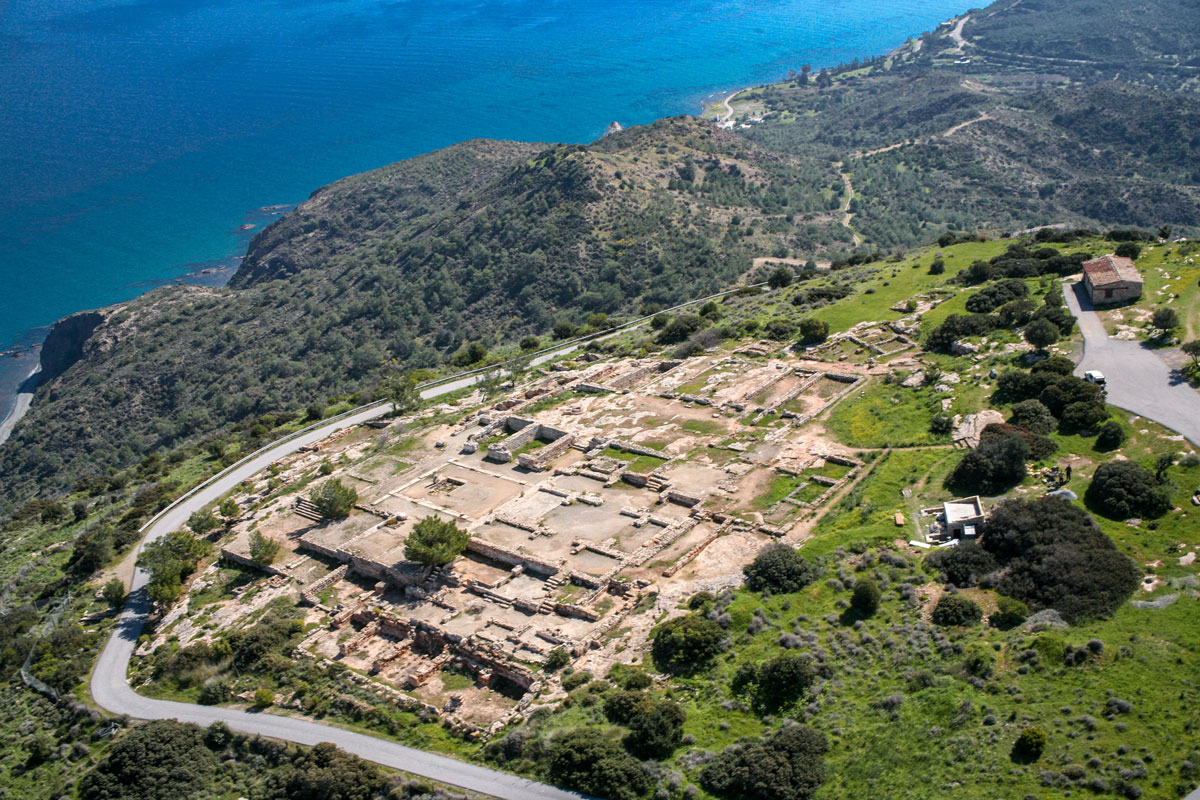
Yacimiento arqueológico del palacio de Vuni, uno de los lugares de donde proceden algunas piezas del museo

El museo está dividido en dos partes. La sección de historia natural expone una serie de animales disecados que habitan en torno a la isla de Chipre. Se realizaron trabajos de rehabilitación de esta colección y su reapertura se produjo en 2017.
La sección de arqueología del museo expone piezas comprendidas entre el neolítico y la Edad Media. Entre los objetos conservados más destacados se encuentran:
- Los del yacimiento arqueológico de Tumba tou Skuru, que estuvo habitado entre la Edad del Bronce y el año 700 a. C.
- Los de la antigua ciudad de Solos.
- La escultura de Ártemis Efesia, del siglo II. Esta estatua, junto a dos estatuillas de venados, fue hallada por un turista dentro del mar, en las proximidades de la antigua Salamina.
- Hallazgos procedentes del singular palacio de Vuni, próximo a la antigua ciudad de Solos. Se cree que este lugar fue construido por los fenicios, inspirados en la arquitectura persa, en el siglo V a. C.

En el exterior del museo se encuentran algunas de las piezas de mayor tamaño, como elementos arquitectónicos y lápidas.

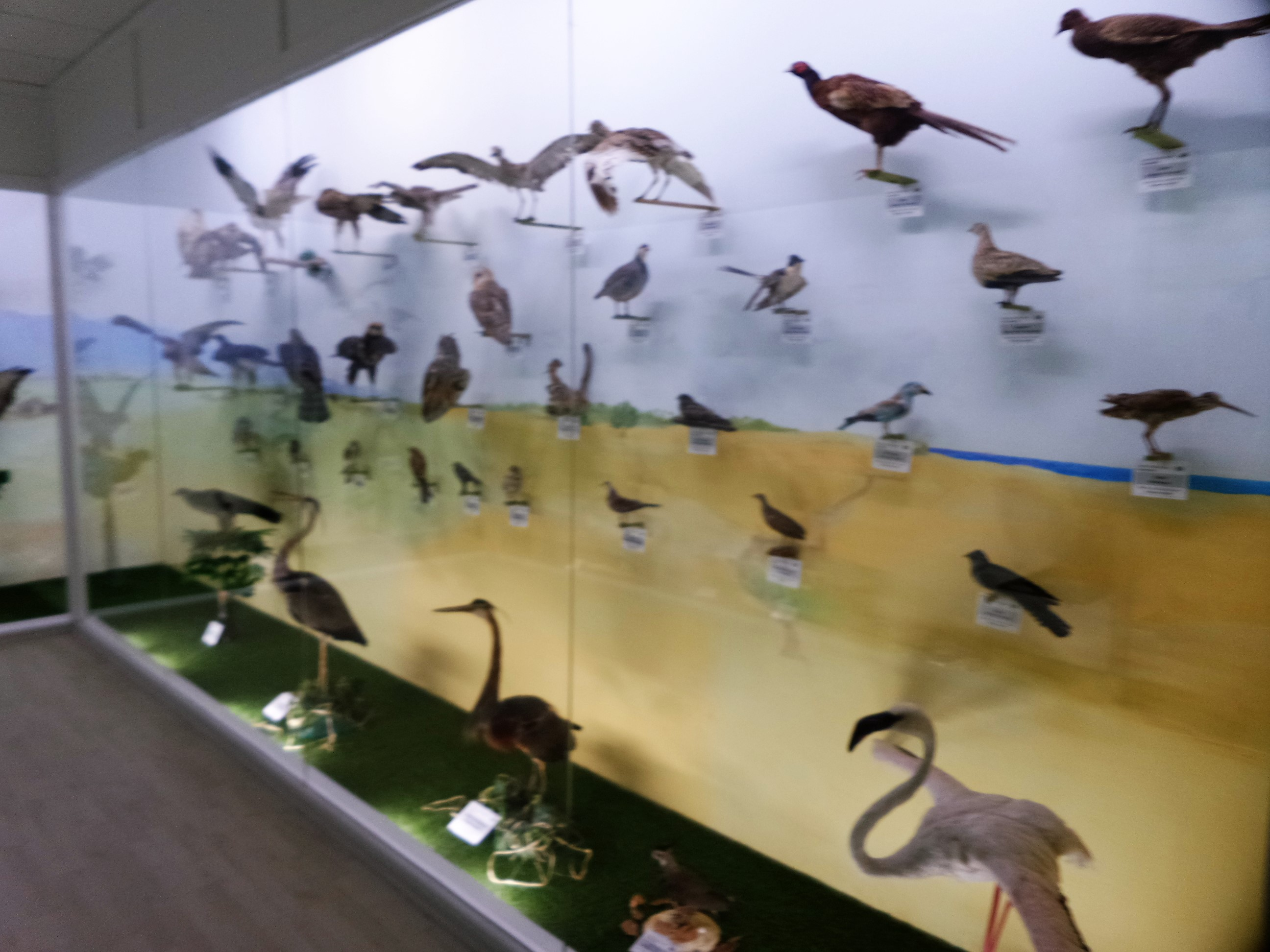
Animales disecados del sector de historia natural del museo
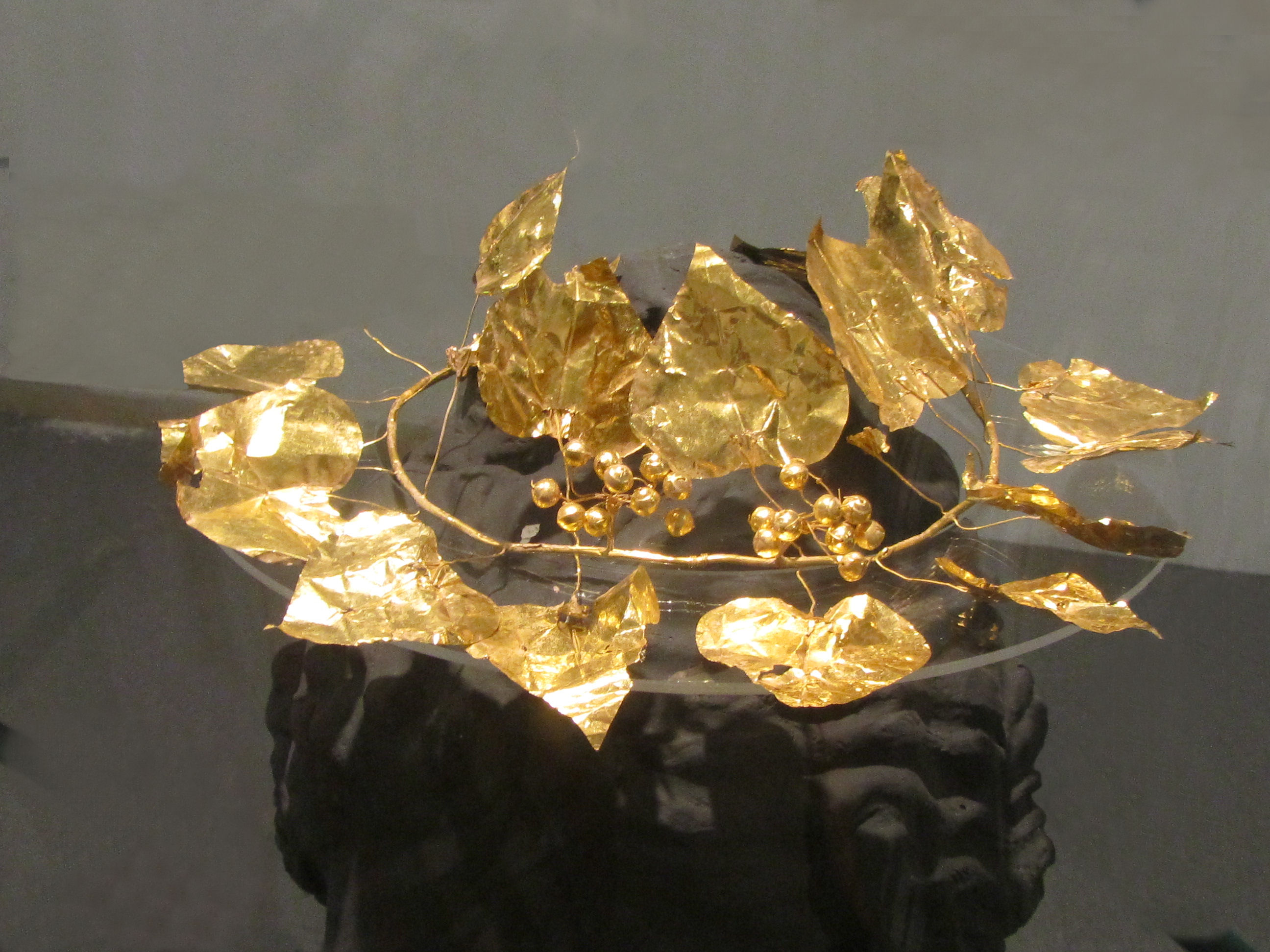
Corona de oro de la tumba 4 de la antigua ciudad de Solos
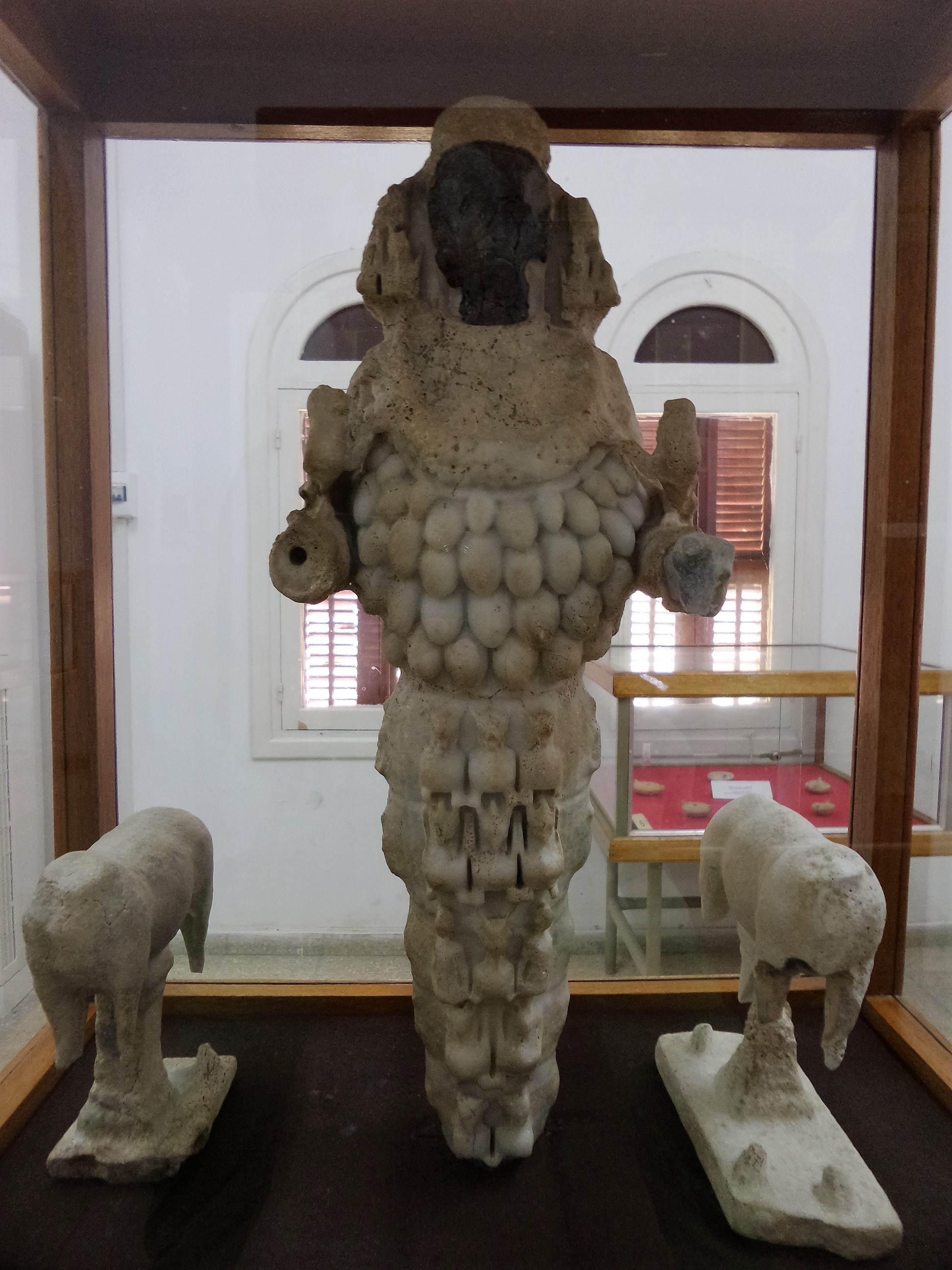
Ártemis Efesia
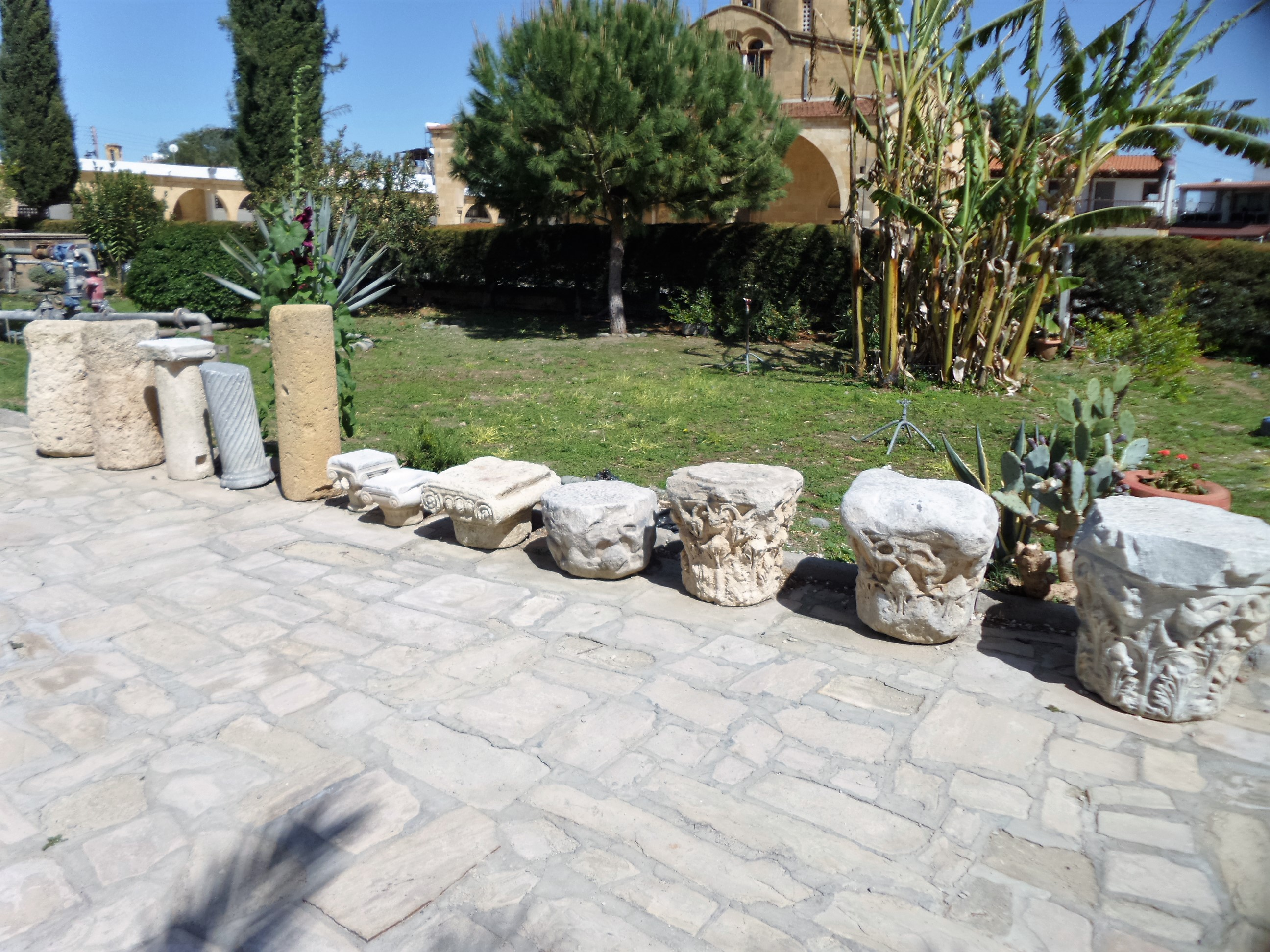
Piezas arquitectónicas expuestas en el exterior